# Viseur
Pour les articles homonymes, voir Viseur (homonymie).

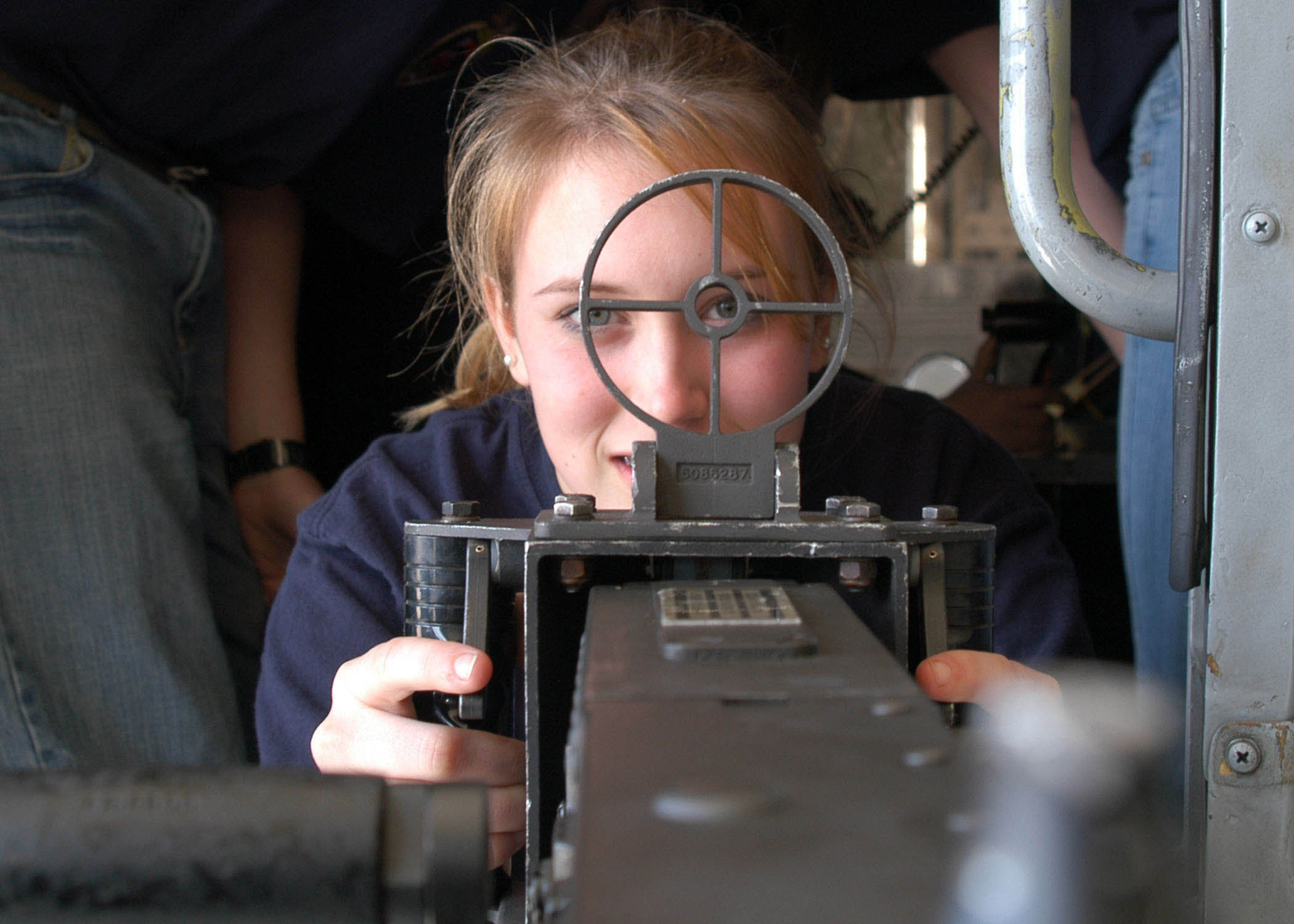
Une cadette de la Marine royale canadienne regardant à travers un viseur de mitrailleuse.

Un viseur est un dispositif servant à pointer une arme sur une cible. On appelle aussi viseur le dispositif servant à pointer un appareil photographique ou une caméra sur le sujet à photographier ou à filmer. Un viseur permet aussi de voir une cible avec une meilleure précision.
Il existe plusieurs types de viseurs.

## Viseur mécanique

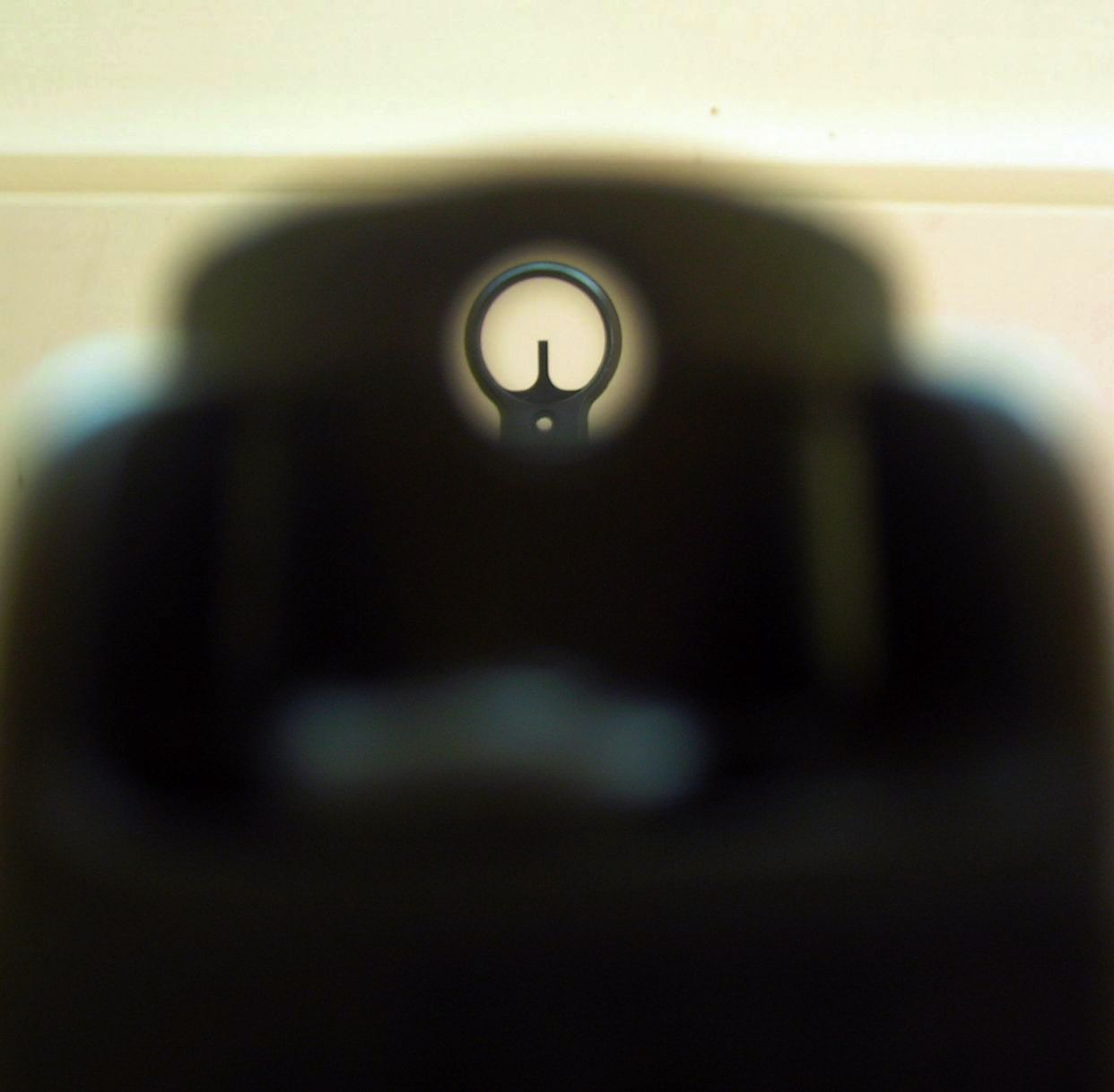
Viseur à œilleton d'une HK MP5.

Sur une arme à feu (fusil, mitrailleuse, canon etc.), le tireur doit aligner deux éléments, parallèles à l'axe de la munition tirée : cran, encoche, hausse ou œilleton, réglable en hauteur (site en termes d'artillerie) et guidon. On désigne l'ensemble « hausse + guidon » comme étant la mire métallique.
Le tireur doit cependant tenir compte de la parallaxe entre la ligne de visée et l'« âme » du canon de l'arme lorsque la cible est proche. Il doit aussi anticiper le déplacement éventuel de sa cible (« point-futur » ou « correction-but »).

## Viseur optique

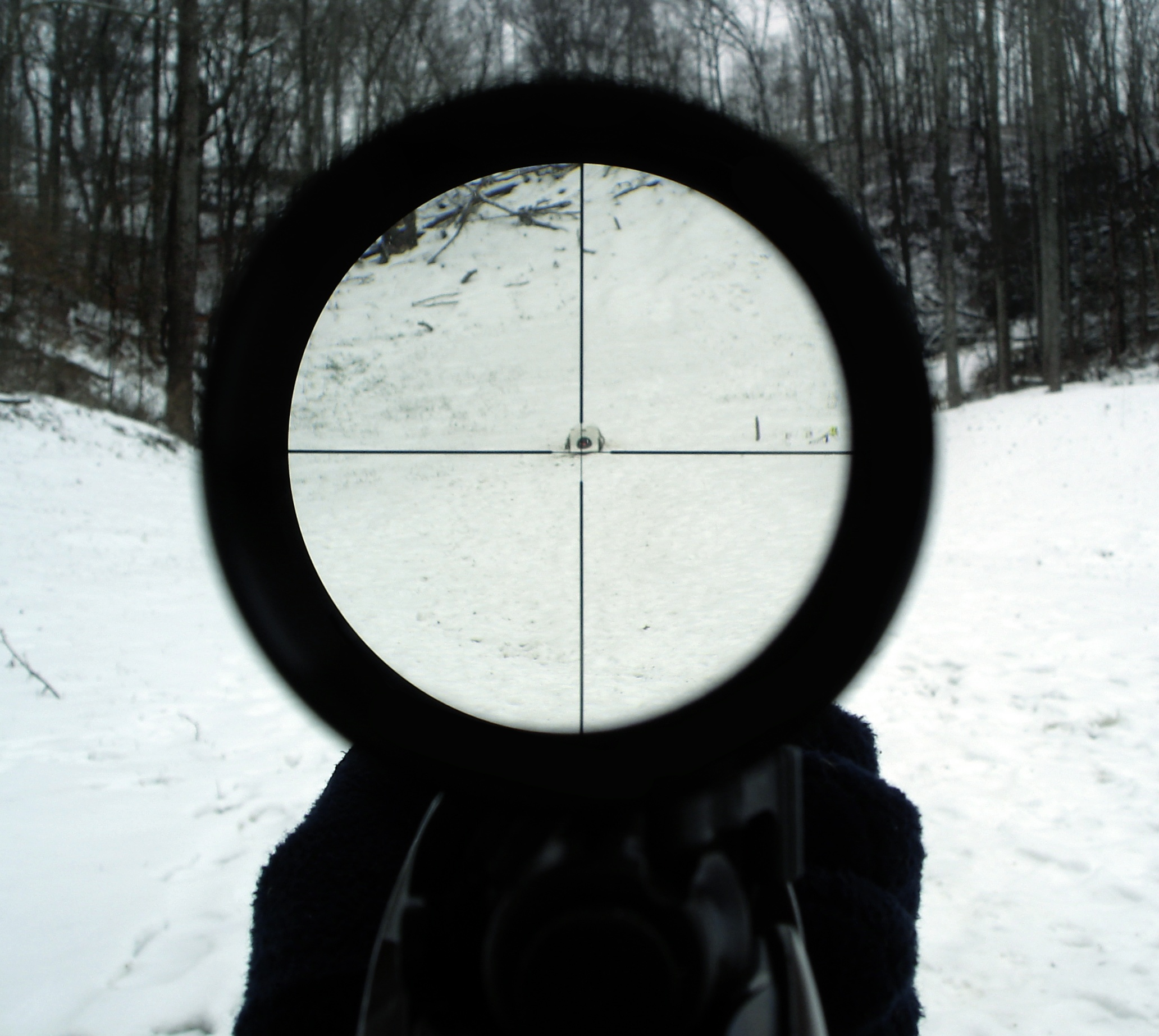
Vue à travers une lunette à grossissement 4x.

Des viseurs plus perfectionnés sont constitués d'un tube contenant des éléments d'optique permettant d'agrandir la représentation visuelle de la cible (lunette). La visée s'opère alors en plaçant la cible au centre d'un réticule.
Les viseurs point rouge projettent quant à eux une image (habituellement un point rouge) sur une lentille devant l'œil du tireur.
La ligne de visée peut être matérialisée à l'aide d'un faisceau illuminant la cible d'un point rouge (pointeur laser).

## Viseur électronique

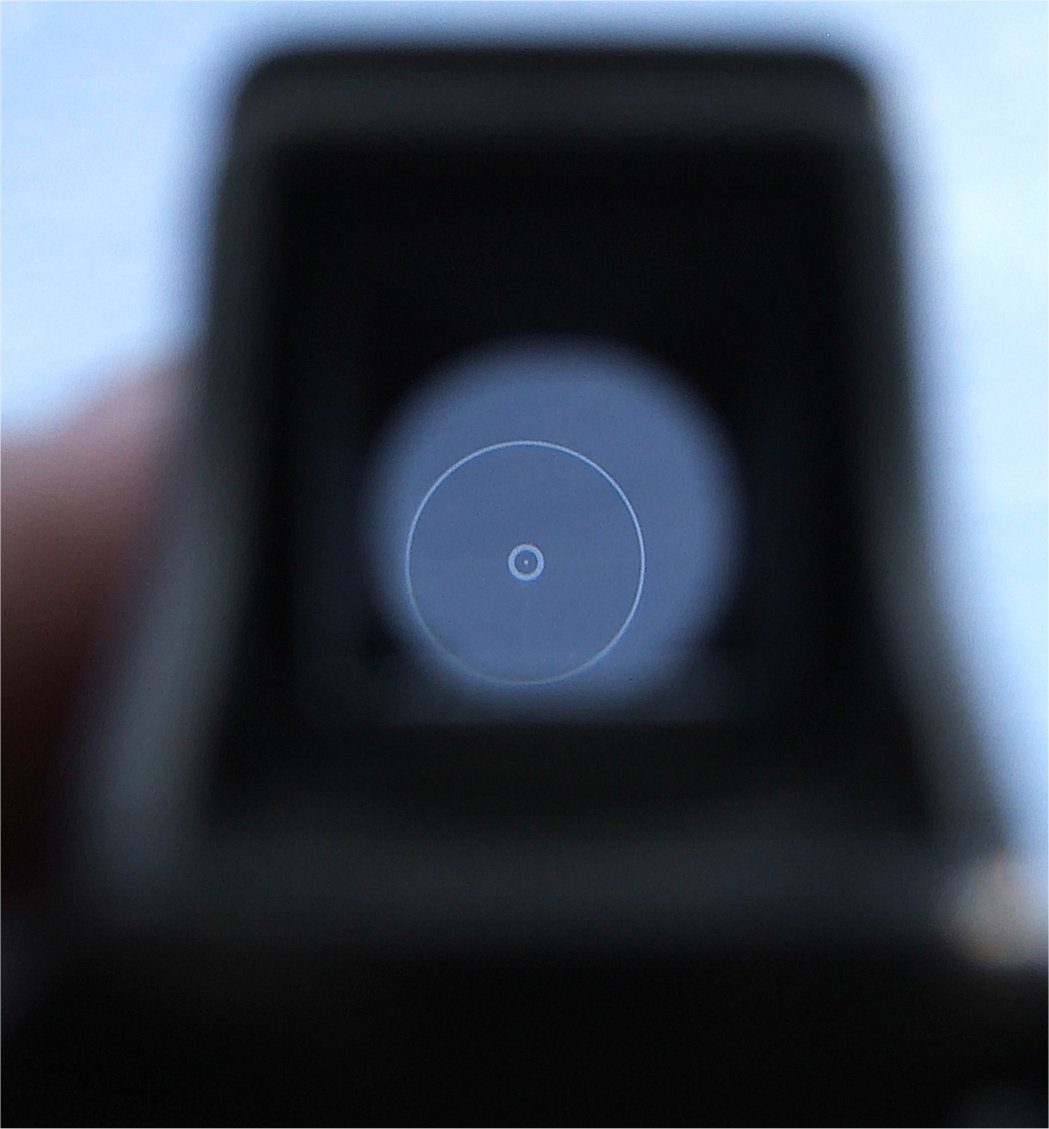
Le viseur point rouge électronique du FN PS90 rend la visée plus rapide en dispensant le tireur d'aligner le guidon avec la mire ou l'œilleton.

Un viseur électronique est un dispositif complexe utilisant plusieurs capteurs (caméra video, caméra infrarouge, télémètre laser etc.) et des calculateurs permettant de prévoir la trajectoire d'une cible et de transmettre ces données à des armes (canon, missiles) ainsi qu'à des dispositifs de visualisation (écrans multifonctions sur planche de bord ou visière de casque du tireur).
Le tireur sélectionne sa ou ses cibles en les marquant sur un écran et en leur attribuant une munition donnée (missile antichar, missile air-air) en fonction de la dangerosité de la menace (distance, vitesse de rapprochement...) avant de déclencher le tir (voir salve). Le calculateur se charge d'accrocher l'autodirecteur des munitions à guidage infrarouge autonome (de type « tire et oublie », fire and Forget en anglais) sur les cibles et de suivre leur déplacement.
Pour tirer à vue (canon fixe, roquettes), le tireur peut se servir d'un réticule visualisé sur un affichage tête haute (HUD, fead-up Display en anglais) qui lui permet d'orienter l'axe longitudinal de son aéronef sur sa ligne de visée.
Les autodirecteurs des missiles fixés au niveau du fuselage ou sous les ailes (avion) ou les ailettes (hélicoptère) peuvent également être directement asservis à l'axe de visée au niveau du casque du tireur, des capteurs magnétiques placés dans le poste de pilotage saisissant tous les déplacements de la tête du tireur. Ceci s'applique également au canon orientable monté en tourelle de l'hélicoptère Tigre HAP.